# Bröllop i Buenos Aires
Bröllop i Buenos Aires (engelska: You Were Never Lovelier) är en amerikansk romantisk musikalfilm från 1942 i regi av William A. Seiter. Huvudrollerna, spelade av Fred Astaire och Rita Hayworth, dansar till musik av Jerome Kern och Johnny Mercer. Handlingen utspelar sig i Buenos Aires. 

## Rollista i urval
- Fred Astaire - Robert "Bob" Davis
- Rita Hayworth - Maria Acuña
- Adolphe Menjou - Eduardo Acuña
- Isobel Elsom - Maria Castro
- Leslie Brooks - Cecy Acuña
- Adele Mara - Lita Acuña
- Xavier Cugat - sig själv
- Gus Schilling - Fernando "Fernie", Acuñas sekreterare
- Barbara Brown - Mrs. Delfina Acuña, Eduardos hustru
- Douglas Leavitt - Juan Castro, Marias make
- Kirk Alyn - Julias brudgum
- Stanley Brown - Roddy, Cecys pojkvän
- Catherine Craig Julia Acuña, bruden
- Mary Field - Louise, Acuñas hembiträde
- James Ford - en av Marias friare
- Kathleen Howard - farmor Acuña
- Barry Norton - en av Marias friare
- Larry Parks - Tony, Litas pojkvän

## Musik i filmen i urval
- "You Were Never Lovelier" (1942), musik: Jerome Kern, text: Johnny Mercer
- "Bridal Chorus (Here Comes the Bride)" (1850), musik: Richard Wagner, framförs av: Xavier Cugat and His Orchestra
- "Dearly Beloved" (1942), musik: Jerome Kern, text: Johnny Mercer, framförs av: Xavier Cugat and His Orchestra och sjungs av Fred Astaire och Rita Hayworth (dubbad av Nan Wynn)
- "Wedding in the Spring" (1942), musik: Jerome Kern, text: Johnny Mercer, framförs av: Leslie Brooks och Adele Mara
- "Eco", musik: Gilbert Valdes, framförs av: Xavier Cugat and His Orchestra
- "These Orchids" (1942), musik: Jerome Kern, text: Johnny Mercer, framförs av: Xavier Cugat and His Orchestra
- "I'm Old Fashioned" (1942), musik: Jerome Kern, text: Johnny Mercer, sjungs av: Rita Hayworth (dubbad av Nan Wynn) och Fred Astaire
- "The Shorty George" (1942), musik: Jerome Kern, text: Johnny Mercer, framförs av: Xavier Cugat and His Orchestra och sjungs av: Fred Astaire och Rita Hayworth